# チャック・サッカー
チャールズ・パトリック・サッカー（Charles Patrick Thacker、1943年2月26日 - 2017年6月12日）は、アメリカ合衆国のコンピュータ・ハードウェアの開発エンジニア。通称はチャック・サッカー (Chuck Thacker)。Altoと呼ばれるワークステーションを共同開発した。

## 経歴
1943年2月26日、カリフォルニア州パサデナで生まれる。1967年、カリフォルニア大学バークレー校で物理学の学士号を取得。1968年、同大学の Project GENIE に参加。これは、SDS 940 上の先駆的オペレーティングシステム Berkeley Timesharing System の開発プロジェクトだった。その後バトラー・ランプソンらと共に大学を離れ Berkeley Computer Corporation を創業。そこでサッカーはプロセッサやメモリシステムを設計した。同社は商業的には成功せず、その主要技術者らがゼロックスのパロアルト研究所でコンピュータシステム研究所を創設することになった。
1973年、サッカーは、アラン・ケイ、ボブ・テイラー、バトラー・ランプソンと共に、現在のパーソナルコンピュータの原型ともいえるワークステーションAltoをゼロックスのパロアルト研究所 (PARC) において開発した。アラン・ケイが構想を立て、サッカーがハードウェアを設計し、ランプソンがOSを書き、テイラーがプロジェクトを率いた。
ケイはコンピュータのハードウェア、GUIに関して優れた構想を持っており、テイラーは指導力に優れていた。PARCの他のメンバーにはレーザープリンターを開発したゲイリー・スタークウェザーや世界初のGUIベースのワードプロセッサ・ソフトウエアを発明したチャールズ・シモニーもいた。サッカーはイーサネット開発にも関わり、レーザープリンターの開発にも貢献している。
1983年、ディジタル・イクイップメント・コーポレーション (DEC) のシステム研究センター (SRC) 創設に関わった。1997年、マイクロソフトリサーチに移り、イングランドのケンブリッジでの研究所創設に関わった。
アメリカに戻ると、PARCでの「暫定ダイナブック」の経験を生かし、タブレットPCの開発に関与した。

## 受賞歴
- 1984年 - ACM System Award。ボブ・テイラー、バトラー・ランプソンと共同受賞。受賞理由は、「分散配置されたパーソナル・コンピュータ・システムが時分割システムよりも優れており、実用的であることをAltoの開発により示したこと」とされている。System Award賞は、1983年に設けられた賞であり、前年はUNIXが、翌年には世界初の表計算ソフトウェアであるVisiCalcが受賞している。
- 1994年 - Association for Computing Machinery (ACM) フェロー[6]
- 1996年 - Distinguished Alumnus（カリフォルニア大学バークレー校）[7]
- 2004年 - チャールズ・スターク・ドレイパー賞（全米技術アカデミー）。アラン・ケイ、バトラー・ランプソン、ロバート・テイラーと共同受賞[8]。
- 2007年 - IEEEフォン・ノイマンメダル
- 2007年 - コンピュータ歴史博物館フェロー
- 2009年 - ACMチューリング賞[9][10]。受賞理由は、現代のパーソナルコンピュータの原型であるAltoに関する先駆的な設計とその実現、そしてイーサネットとタブレットPCへの貢献である。
- 2017年 - エッカート・モークリー賞

チューリッヒ工科大学から名誉博士号を授与されている。また、マイクロソフトのテクニカルフェローである。